# Nizhni Klin
Nizhni Klin (en ruso: Нижний Клин) es un pueblo ruso perteneciente al óblast de Kursk. Situado en el suroeste del país, forma parte del distrito de Sudzha.
El pueblo se encuentra ocupada por Ucrania desde el 6 de agosto de 2024, en el marco de la Incursión ucraniana en el óblast de Kursk de agosto de 2024. 

## Geografía
Nizhni Klin está situado a orillas del río Snagost, 17 km al noroeste de Sudzha y 93 km al suroeste de Kursk. También se encuentra a 5,5 km de la frontera ruso-ucraniana.  

## Historia
El 6 de agosto de 2024, el pueblo fue escenario de una incursión en la óblast de Kursk de las Fuerzas Armadas de Ucrania en el transcurso de la guerra ruso-ucraniana.El 15 de agosto, el gobierno ucraniano anunció la formación de una administración militar para brindar ayuda humanitaria a los civiles y mantener la ley y el orden, donde se integró a Nizhni Klin.

## Demografía
La evolución demográfica de Nizhni Klin entre 2002 y 2010 fue la siguiente:
| 3                              | 1 |
| (Fuente: Population of Russia) |   |